# Академическая гребля на летних Олимпийских играх 1972
Соревнования по академической гребле на летних Олимпийских играх 1972 года проводились только среди мужчин.

## Медали

### Медалисты
| Дисциплина                      | Золото | Серебро | Бронза |
| ------------------------------- | --- | --- | --- |
| Одиночки                        | Юрий Малышев СССР | Альберто Демидди Аргентина | Вольфганг Гюльденпфеннинг ГДР |
| Двойки парные                   | СССР · Александр Тимошинин · Геннадий Коршиков                                                                                               | Норвегия · Франк Хансен · Свейн Тёгерсен | ГДР · Йоахим Бёмер · Ханс-Ульрих Шмид |
| Двойки распашные без рулевого   | ГДР · Зигфрид Брицке · Вольфганг Магер | Швейцария · Хайнрих Фишер · Альфред Бахман | Нидерланды · Рул Рёйненбюрг · Рюд Стоквис |
| Двойки распашные с рулевым      | ГДР · Вольфганг Гункель · Йёрг Лукке · Клаус-Дитер Нойберт                                                                                   | Чехословакия · Олдржих Свояновский · Павел Свояновский · Владимир Петршичек                                                                         | Румыния · Штефан Тудор · Петре Чапура · Ладислау Ловренски |
| Четвёрки распашные без рулевого | ГДР · Дитер Шуберт · Франк Форбергер · Дитер Гран · Франк Рюле                                                                               | Новая Зеландия · Дик Тонкс · Дадли Стори · Росс Коллиндж · Ноуэл Миллс                                                                              | ФРГ · Йоахим Эриг · Петер Фуннекёттер · Франц Хельд · Вольфганг Плоттке                                                                                           |
| Четвёрки распашные с рулевым    | ФРГ · Петер Бергер · Ханс-Йохан Фербер · Герхард Ауэр · Алоис Бирль · Уве Бентер                                                             | ГДР · Экхард Мартенс · Дитрих Цандер · Райнхард Густ · Рольф, Йобст · Клаус-Дитер Людвиг                                                            | Чехословакия · Отакар Маречек · Карел Неффе · Франтишек Провазник · Владимир Янош · Владимир Петршичек                                                            |
| Восьмёрки                       | Новая Зеландия · Тони Хёрт · Вибо Велдман · Дик Джойс · Джон Хантер · Линдси Уилсон · Атол Эрл · Тревор Кокер · Гари Робертсон · Саймон Дики | США · Джин Клапп · Франклин Хоббс · Билл Хоббс · Пол Хоффман · Клив Ливингстон · Майкл Ливингстон · Тимоти Микельсон · Питер Реймонд · Лоренс Терри | ГДР · Манфред Шнайдер · Хартмут Шрайбер · Дитмар Шварц · Йорг Ландфойгт · Хайнрих Медеров · Манфред Шморде · Ханс-Йоахим Борцим · Харольд Димке · Бернд Ландфойгт |

### Общее количество медалей
| Место | Страна         | Золото | Серебро | Бронза | Всего |
| ----- | -------------- | ------ | ------- | ------ | ----- |
| 1     | ГДР            | 3      | 1       | 3      | 7     |
| 2     | СССР           | 2      | 0       | 0      | 2     |
| 3     | Новая Зеландия | 1      | 1       | 0      | 2     |
| 4     | ФРГ            | 1      | 0       | 1      | 2     |
| 5     | Чехословакия   | 0      | 1       | 1      | 2     |
| 6     | Аргентина      | 0      | 1       | 0      | 1     |
| 6     | Норвегия       | 0      | 1       | 0      | 1     |
| 6     | Швейцария      | 0      | 1       | 0      | 1     |
| 6     | США            | 0      | 1       | 0      | 1     |
| 10    | Нидерланды     | 0      | 0       | 1      | 1     |
| 10    | Румыния        | 0      | 0       | 1      | 1     |
|       |                |        |         |        |       |
| Всего | Всего          | 7      | 7       | 7      | 21    |